# Young Lochinvar
Young Lochinvar est un film muet réalisé par W. P. Kellino en 1923, sorti en 1924.
Le titre est tiré du poème Marmion de Walter Scott.

## Distribution
- Owen Nares : Lochinvar
- Gladys Jennings : Helen Graeme
- Dick Webb : Musgrave
- Cecil Morton York : Johnstone
- Charles Barratt : Alick Johnstone
- Bertie Wright : Brookie
- Lionel Braham : Jamie
- Dorothy Harris : Cecilia Johnstone
- J. Nelson Ramsay : Graeme